# Jesse Bunnell

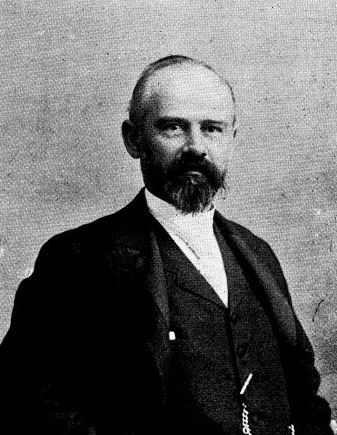
Jesse H. Bunnell (1879)

Jesse H. Bunnell (* 26. November 1843 in Massillon (Ohio); † 8. Februar 1899 in New York City) war ein US‑amerikanischer Telegrafist, Erfinder und Unternehmer. Im Jahr 1878 gründete er die Firma J. H. Bunnell & Co. zur Herstellung von elektrischen Geräten, insbesondere von Morsetasten.

## Leben

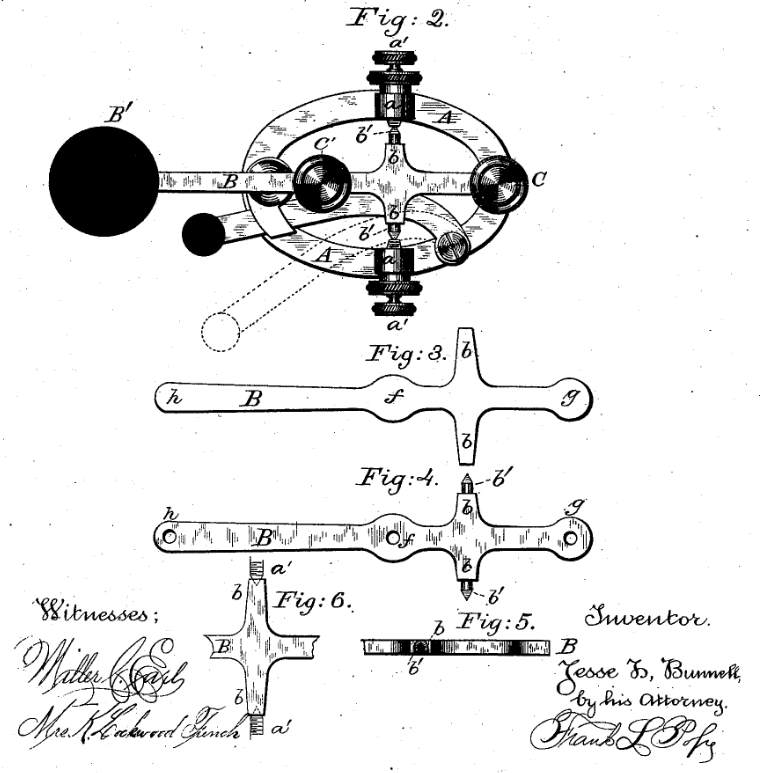
Zeichnung aus dem US‑Patent 237808 vom 15. Februar 1881

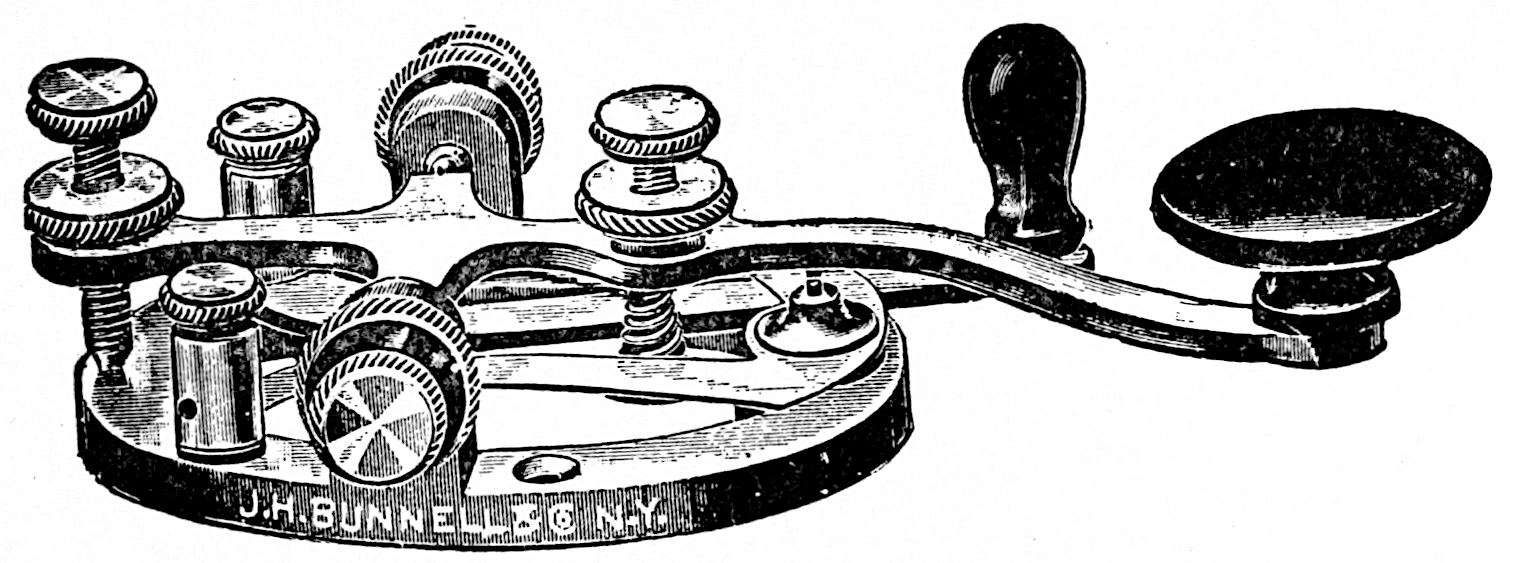
Morsetaste Steel lever key der Firma Bunnell

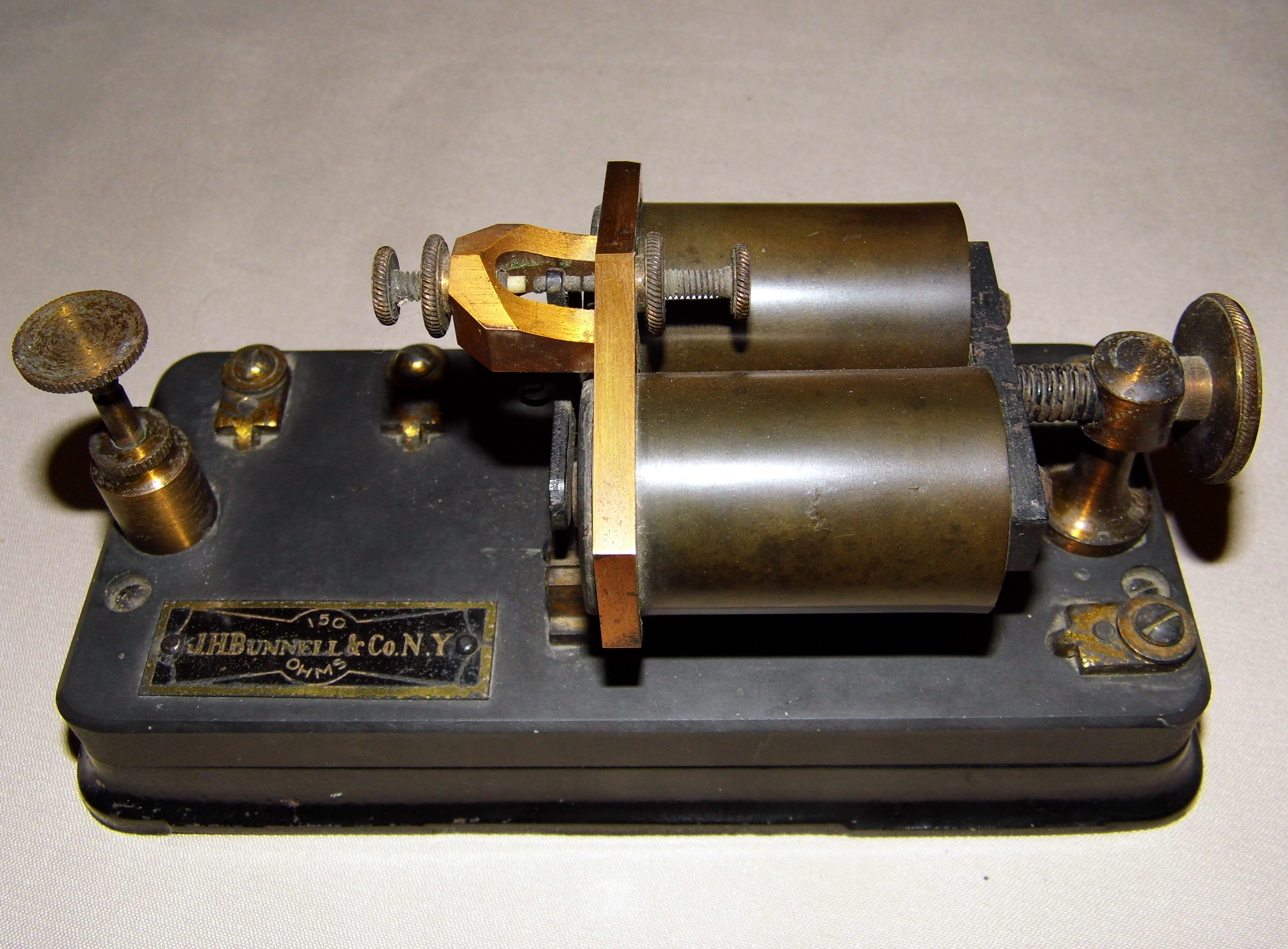
Morse-Tongeber, genannt Sounder

Nachdem er als sehr junger Mensch im Alter von 11 Jahren zunächst als Telegrammbote gearbeitet hatte, war er als 14‑Jähriger bereits ein voll ausgebildeter Telegrafist und arbeitete von 1859 bis 1861 in diversen Telegrafenstationen in den US‑Bundesstaaten Ohio, Pennsylvania und West Virginia. Dabei zeigte er großes Geschick. Als 17‑Jähriger war er in der Lage, Morsecode mit der hohen Geschwindigkeit von 32 WpM (Wörtern pro Minute) fehlerfrei zu übermitteln.
Kurz nach dem Angriff auf Fort Sumter im April 1861 und dem damit beginnenden amerikanischen Sezessionskrieg (1861–1865) trat er dem Union Military Telegraph Service (UMTS) bei. Er diente als ziviler Angestellter für die Armee der Nordstaaten und war unter anderem der persönliche Telegrafist von General George B. McClellan. Im Winter 1863/64 litt Bunnells Gesundheit aufgrund von Kälte und Mangelernährung erheblich und er sah sich gezwungen, den Dienst zu quittieren und eine Anstellung in der zivilen Industrie anzunehmen. 
Im Jahr 1878 gründete er in New York City seine eigene Firma. Am 15. Februar 1881 erhielt er ein Patent über „seine“ Morsetaste, den Steel lever key (Bild). Zehn Jahre nach Firmengründung, im Jahr 1888, hatte er ferner den innovativen double speed key (deutsch Doppelgeschwindigkeitstaste) entwickelt, auch genannt Sideswiper (deutsch „Seitenwischer“ oder „Seitenschläger“), später auch als Cootie („Laus“) bezeichnet. Im Gegensatz zu den traditionellen Hubtasten wurden die Morsezeichen hiermit durch seitliche Bewegungen gegeben. Damit konnte das Karpaltunnelsyndrom, auch „Glasarm“ genannt, vermieden werden – eine gefürchtete Berufskrankheit der Telegrafisten. Darüber hinaus stellte seine Firma auch Morse-Tongeber („Klopfer“) her.
Anfang des Jahres 1899 erkrankte er an einer schweren Erkältung, die sich rasant weiter verschlechterte. Im Hotel St. George im New Yorker Stadtbezirk Brooklyn starb er am Abend des 8. Februar an Herzversagen. Jesse Bunnell wurde 55 Jahre alt. Er hinterließ seine Ehefrau Mary (1849–1916), zwei Söhne und zwei Töchter. Sein Grab befindet sich auf dem Friedhof Green-Wood Cemetery in Brooklyn.

## Schriften (Auswahl)
- Jesse H. Bunnell: Telegraphic key. In: US-Patent 237808. 15. Februar 1881 (googleapis.com [PDF]).